# 道の駅原鶴
道の駅原鶴（みちのえき はらづる）は、福岡県朝倉市にある国道386号の道の駅である。

## 概要
すぐそばに原鶴温泉郷が存在する。
国道386号を挟んだ向い側に、杷木町の花であるヒマワリにちなんだヒマワリ畑が有名で、毎年夏頃になると多くの見物客で賑わう。

## 施設
- 駐車場
  - 普通車：125台
  - 大型車：12台
  - 身障者用：4台
- トイレ
  - 男：15器
  - 女：12器
  - 身障者用：3器
- 公衆電話
- 公衆FAX
- 軽食コーナー「フードコートバサロ」（10:00 - 17:30）
- 物産販売所「ファームステーションバサロ」
- 観光案内所（8:00 - 18:00）

## 休館日
- 1月1日 - 1月3日

## アクセス
- 国道386号 - 登録路線
  - 福岡県道・大分県道112号福岡日田線と重複

## 周辺
- 原鶴温泉